# نسبة تغطية خدمة الدين
نسبة تغطية خدمة الدين (DSCR)، والمعروفة أيضًا باسم «نسبة تغطية الديون» (DCR)، هي نسبة الدخل التشغيلي المتاح لخدمة الدين مقابل الفائدة، ومدفوعات رأس المال ومدفوعات الإيجار. وهو معيار شائع يستخدم في قياس قدرة الكيان (شخص أو شركة) على إنتاج ما يكفي من النقد لتغطية مدفوعات ديونه (بما في ذلك عقود الإيجار). كلما زادت هذه النسبة، كان من الأسهل الحصول على قرض. تُستخدم العبارة أيضًا في الخدمات المصرفية التجارية ويمكن التعبير عنها كنسبة دنيا مقبولة للمقرض؛ قد يكون شرط القرض. يمكن أن يكون خرق ميثاق النسبة في بعض الحالات تخلفا.
في تمويل الشركات، يشير نسبة تغطية خدمة الدين إلى مقدار التدفق النقدي المتاح للوفاء بالفائدة السنوية والمدفوعات الرئيسية للديون، بما في ذلك مدفوعات الصناديق الغارقة.